# Mdm2
Mdm2はがん抑制因子であるp53の活動を抑制的に調節するタンパク質で、ヒトではMDM2遺伝子にコードされる。Mdm2タンパク質は、p53のN末端のトランスアクティベーションドメイン（TAD）を認識するE3ユビキチンリガーゼとして、またp53の転写活性化の阻害因子として機能する。

## 発見とその役割
Mdm2タンパク質をコードするマウス二重微小染色体（murine double minute）がん遺伝子（mdm2）は、形質転換したマウス細胞株3T3-DMから他の2つの遺伝子（mdm1とmdm3）とともにクローニングされた。Mdm2の過剰発現は発がん性のあるRasと協同的に齧歯類初代線維芽細胞の形質転換を促進し、mdm2の発現はヌードマウスで腫瘍形成をもたらす。このタンパク質のヒトホモログが後に同定され、それはHdm2と呼ばれることもある。mdm2のがん遺伝子としての役割を支持するものとして、軟部肉腫や骨肉腫、乳腺腫瘍などヒトの腫瘍のタイプのいくつかではMDM2のレベルが上昇していることが示されている。MDM2がんタンパク質はp53に対しユビキチン化による拮抗を行うするが、p53非依存的な機能も持っている可能性がある。MDM2はPolycombを介した細胞系譜特異的な遺伝子抑制を補助し、この過程ははp53非依存的である。p53非存在下でのMDM2の欠失は、ヒトの間葉系幹細胞の分化を促進し、がん細胞のコロニー形成能を喪失させる。MDM2によって制御される遺伝子の大部分は、PRC2（polycomb repressor complex 2）やその触媒コンポーネントEZH2の不活性化にも応答する。MDM2はクロマチン上でEZH2と物理的に結合し、標的遺伝子のヒストン3のリジン27番残基（H3K27）のトリメチル化とヒストン2Aのリジン119番残基（H2AK119）のユビキチン化を向上させる。H2AK119に対するE3リガーゼRing1B/RNF2とMDM2を同時に除去すると遺伝子発現の誘導はさらに強化され、合成的に細胞増殖を停止させる。
Mdm2ファミリーの別のメンバーMdm4（MdmXとも呼ばれる）が発見されており、これもまたp53の重要な負の調節因子である。
またMDM2は器官発生や組織の恒常性にも必要とされるが、それはp53の活性化が抑制されなければpodoptosisと呼ばれるp53の過剰活性化による細胞死が引き起こされるためである。podoptosisはカスパーゼ非依存的であり、そのためアポトーシスとは異なる過程である。MDM2の細胞分裂促進機能は組織傷害後の創傷治癒にも必要であり、MDM2の阻害によって上皮の損傷後の再生が損なわれる。加えて、核内でのNF-κBの活性化においてMDM2はp53非依存的な転写因子様の働きをする。そのため、組織傷害においてMDM2は組織の炎症を促進し、その阻害は強力な抗炎症効果をもたらす。MDM2の阻害は抗炎症、抗細胞分裂効果があり、がんのような炎症や過剰増殖を伴う疾患や、全身性エリテマトーデスや急速進行性糸球体腎炎といったリンパ増殖性自己免疫疾患に対し、相加的な治療効果がある可能性がある。
またMdm2の過剰発現は、Mdm2とNbs1の間の直接的な相互作用によってp53非依存的にDNAの二本鎖切断修復を阻害することが示されている。p53の状態に関わらず、Mdm2レベルの上昇はDNA二本鎖切断修復の遅れ、染色体異常、ゲノム不安定性を引き起こすが、Nbs1結合ドメインを欠くMdm2ではこれらの現象はみられない。これらのデータはMdm2によって誘導されるゲノム不安定性はMdm2-Nbs1間の相互作用によって媒介され、p53との結合とは独立したものである可能性を示している。

## ユビキチン化の標的: p53
Mdm2の主要な標的はp53がん抑制因子である。Mdm2は、p53と相互作用しその転写活性を抑制するタンパク質として同定された。Mdm2はp53のN末端のTADに結合してブロックすることで抑制を行う。Mdm2はp53応答遺伝子であり、すなわち、Mdm2の遺伝子のの転写活性はp53によって活性化される。そのためp53が安定化さてているときにはMdm2の転写も誘導され、Mdm2のタンパク質レベルが上昇する。

## E3リガーゼ活性
E3ユビキチンリガーゼであるMDM2は、p53がん抑制タンパク質の負の調節因子である。MDM2はp53に結合してユビキチン化を行い、その分解を促進する。p53はMDM2の転写を誘導するため、ネガティブフィードバックループが形成されている。Mdm2は自身とp53をプロテアソームによる分解の標的とする。p53のC末端のいくつかのリジン残基がユビキチン化部位として同定されており、p53のタンパク質レベルはMdm2によってプロテアソーム依存的にダウンレギュレーションされることが示されている。Mdm2は自己ポリユビキチン化も行うとともに、協調的E3ユビキチンリガーゼであるp300と複合体を形成してp53のポリユビキチン化を行うこともできる。このように、Mdm2とp53はネガティブフィードバックによる制御ループを形成しており、p53の安定化シグナルがない状態ではp53のレベルは低く保たれる。DNA傷害などp53安定化シグナルが強いときには、このループはキナーゼやp14arfなどによって阻害される。

## 構造と機能
mdm2遺伝子の全長の転写産物は491アミノ酸、約56kDaのタンパク質をコードしている。このタンパク質はいくつかの保存された構造ドメインを含んでおり、N末端のp53相互作用ドメインの構造はX線結晶構造解析によって解かれている。Mdm2タンパク質にはcentral acidic domainと呼ばれる領域（230-300番残基）が存在する。このドメイン内の残基のリン酸化は、Mdm2の機能の調節に重要なようである。加えて、この領域は核外搬出シグナルと核移行シグナルを含んでおり、これらはMdm2の適切な核-細胞質間輸送に必須である。Mdm2内で保存された他のドメインとしてはジンクフィンガードメインがあるが、その機能は未解明である。
また、Mdm2はC末端にRINGドメイン（430-480番残基）を含んでおり、2つの亜鉛イオンを配位するC3-H2-C3コンセンサス配列を含んでいる。これらの残基は亜鉛の結合に必要であり、RINGドメインの適切なフォールディングに必須である。Mdm2のRINGドメインはE3ユビキチンリガーゼ活性を持ち、Mdm2の自己ユビキチン化にはこのドメインで十分である。Mdm2のRINGドメインは、核小体局在化配列を含むとともに、ヌクレオチド結合タンパク質に特徴的なWalkerモチーフが含まれているという点で独特である。RINGドメインはRNAに特異的に結合するが、その機能は未解明である。

## 調節
Mdm2の調節にはいくつかの機構が知られている。その機構の1つは、Mdm2タンパク質のリン酸化である。Mdm2は細胞内では複数の部位がリン酸化される。DNA傷害後のMdm2のリン酸化はタンパク質の機能の変化をもたらし、p53を安定化する。さらに、Mdm2のcentral acidic domainの特定残基のリン酸化はp53の分解標的化を促進することもあり、HIPK2はこの方法でMdm2を調節するタンパク質である。また、p16遺伝子座の代替的読み枠（alternate reading frame）の産物であるp14arfタンパク質の誘導は、p53-Mdm2相互作用を負に調節する。p14arfはMdm2と直接相互作用し、p53の転写応答をアップレギュレーションする。p14arfはMdm2を核小体へ隔離し、p53の核外輸送を阻害して活性化をもたらす。適切なp53の分解には核外輸送が必須である。
MDM2-p53相互作用の阻害剤には、cis-イミダゾリンのアナログであるヌトリンがある。
Mdm2のレベルと安定性は、ユビキチン化によっても調節される。Mdm2は自己ユビキチン化を行い、プロテアソームによって分解される。また、Mdm2はユビキチン特異的プロテアーゼであるUSP7とも相互作用し、Mdm2のユビキチン化を戻してプロテアソームによる分解から防ぐ。USP7はMdm2の主要標的であるp53の分解も防ぐ。このように、Mdm2とUSP7は複雑な回路を形成してp53の安定性と活性を細かく調節しており、これらの因子のレベルはp53の機能に重要である。

## 相互作用

アポトーシスに関与するシグナル伝達経路の概要

Mdm2は次に挙げる因子と相互作用することが示されている。
- ABL1[12]
- ARRB1（英語版）[13][14]
- ARRB2（英語版）[13][14][15]
- CCNG1（英語版）[16]
- CTBP1（英語版）[17]
- CTBP2（英語版）[17]
- DAXX（英語版）[18]
- DHFR[19]
- EP300（英語版）[20]
- ERICH3（英語版）[21]
- FKBP3（英語版）[22]
- FOXO4[23]
- GNL3（英語版）[24]
- HDAC1（英語版）[25]
- HIF1A[26][27]
- HTATIP[28]
- IGF1R[29]
- MDM4（英語版）[30][31][32][33]
- NUMB[34][35]
- P16[18][36][37][38][39]
- P53[40][41]
- P73（英語版）[42][43]
- PCAF（英語版）[44]
- PSMD10[45]
- PSME3（英語版）[46]
- RPL5（英語版）[24][36][47]
- RPL11（英語版）[24][36]
- PML[48][49][50][51]
- RPL26（英語版）[52]
- RRM2B[53]
- RYBP（英語版）[54]
- TBP[55][56]
- UBC（英語版）[18][57][58]

## 関連文献
- “Molecular analysis and chromosomal mapping of amplified genes isolated from a transformed mouse 3T3 cell line”. Somatic Cell and Molecular Genetics 13 (3):  235–44. (May 1987). doi:10.1007/BF01535205. PMID 3474784.
- “Regulation of transcription functions of the p53 tumor suppressor by the mdm-2 oncogene”. Molecular Medicine 1 (2):  142–52. (January 1995). doi:10.1007/BF03401562. PMC 2229942. PMID 8529093.
- “Mdm2 is a RING finger-dependent ubiquitin protein ligase for itself and p53”. The Journal of Biological Chemistry 275 (12):  8945–51. (March 2000). doi:10.1074/jbc.275.12.8945. PMID 10722742.
- “Functions of the MDM2 oncoprotein”. Cellular and Molecular Life Sciences 55 (1):  96–107. (January 1999). doi:10.1007/s000180050273. PMID 10065155.
- “Multiple sites of in vivo phosphorylation in the MDM2 oncoprotein cluster within two important functional domains”. FEBS Letters 478 (1–2):  183–6. (July 2000). doi:10.1016/S0014-5793(00)01850-0. PMID 10922493.
- “Oncoprotein MDM2 is a ubiquitin ligase E3 for tumor suppressor p53”. FEBS Letters 420 (1):  25–7. (December 1997). doi:10.1016/S0014-5793(97)01480-4. PMID 9450543.
- “Activity of MDM2, a ubiquitin ligase, toward p53 or itself is dependent on the RING finger domain of the ligase”. Oncogene 19 (11):  1473–6. (March 2000). doi:10.1038/sj.onc.1203464. PMID 10723139.
- “Regulation of p53 stability by Mdm2”. Nature 387 (6630):  299–303. (May 1997). doi:10.1038/387299a0. PMID 9153396.
- “Structure of the MDM2 oncoprotein bound to the p53 tumor suppressor transactivation domain”. Science 274 (5289):  948–53. (November 1996). doi:10.1126/science.274.5289.948. PMID 8875929.
- “Posttranslational modification of MDM2”. Molecular Cancer Research 1 (14):  1017–26. (December 2003). PMID 14707285.
- “An N-terminal p14ARF peptide blocks Mdm2-dependent ubiquitination in vitro and can activate p53 in vivo”. Oncogene 19 (19):  2312–23. (May 2000). doi:10.1038/sj.onc.1203593. PMID 10822382.
- “MDM2--master regulator of the p53 tumor suppressor protein”. Gene 242 (1–2):  15–29. (January 2000). doi:10.1016/S0378-1119(99)00487-4. PMID 10721693.
- “The mdm-2 oncogene product forms a complex with the p53 protein and inhibits p53-mediated transactivation”. Cell 69 (7):  1237–45. (June 1992). doi:10.1016/0092-8674(92)90644-R. PMID 1535557.
- “DNA damage-induced phosphorylation of p53 alleviates inhibition by MDM2”. Cell 91 (3):  325–34. (October 1997). doi:10.1016/S0092-8674(00)80416-X. PMID 9363941.
- “P19(ARF) stabilizes p53 by blocking nucleo-cytoplasmic shuttling of Mdm2”. Proceedings of the National Academy of Sciences of the United States of America 96 (12):  6937–41. (June 1999). doi:10.1073/pnas.96.12.6937. PMC 22020. PMID 10359817.
- “Nucleocytoplasmic shuttling of oncoprotein Hdm2 is required for Hdm2-mediated degradation of p53”. Proceedings of the National Academy of Sciences of the United States of America 96 (6):  3077–80. (March 1999). doi:10.1073/pnas.96.6.3077. PMC 15897. PMID 10077639.